# Eva Moser
Pour les articles homonymes, voir Moser.
Eva Moser est une joueuse d'échecs autrichienne née le 26 juillet 1982 et morte le 31 mars 2019 de leucémie. Championne d'Autriche (hommes et femmes réunis) en 2006, elle a obtenu le titre de grand maître international féminin en 2003 et celui de maître international (titre mixte) en 2004.

## Biographie et carrière

### Championne d'Autriche mixte (2006)
Eva Moser a remporté le championnat d'Autriche d'échecs mixte en 2006 et le championnat d'Autriche féminin en 2010 et 2011. Elle fut également deuxième du championnat d'Autriche mixte en 2004 (championnat remporté par Nikolaus Stanec) et deuxième du championnat féminin en 2012.

### Compétitions par équipe
Eva Moser participa à sa première olympiade féminine à dix-huit ans en 2000. Elle participa à quatre olympiades féminines (en 2000, 2008, 2010 et 2014) ainsi qu'à cinq championnat d'Europe par équipe féminine, remportant la médaille de bronze individuelle au premier échiquier en 2003. 
En 2004,  elle fut sélectionnée pour jouer au premier échiquier de l'équipe d'Autriche mixte lors de l'olympiade d'échecs de 2004 (olympiade mixte), marquant quatre points sur dix.

### Championnat du monde féminin
Eva Moser a participé au championnat du monde d'échecs féminin en 2008 et fut éliminée au premier tour par Lilit Mkrtchian.
Eva Moser se retire des compétitions en 2015. Elle meurt d'une leucémie le 31 mars 2019.